# Wismarbukten

Karta över Wismarbukten

Wismarbukten är en havsbukt i södra Östersjön, belägen norr om den nordtyska hamnstaden Wismar och söder om ön Poel.  Buktens skyddade läge gör den till en naturlig hamn.  
Wismarbukten utgör en havsvik i den större Mecklenburgbukten.